# Ural-4320
L'Ural-4320 è un autocarro da trasporto tattico di progettazione sovietica prodotto presso lo stabilimento della Ural'skij Avtomobil'nij Zavod di Miass in Russia. Dal 1991, è utilizzato dall'esercito della Federazione Russa.
Introdotto nel 1976, è stato progettato per il trasporto di merci, persone e rimorchi su tutti i tipi di strade e terreni. Viene utilizzato anche come piattaforma di lancio per il lanciarazzi BM-21 "Grad". Ha rimpiazzato Ural-375 D.